# O Que É Isso, Companheiro?
O Que é Isso, Companheiro? é um livro escrito pelo jornalista, escritor e político brasileiro Fernando Gabeira, em 1979, após seu retorno ao Brasil do exílio. Conta sua experiência na luta armada contra a ditadura militar brasileira nos anos 1960, o sequestro do embaixador norte-americano Charles Elbrick, sua prisão e posterior exílio na Europa durante os anos 1970.
Narrado na primeira pessoa, o livro foi grande sucesso de vendas na época de seu lançamento, com mais de 250 000 unidades vendidas em quarenta edições até hoje. Foi transformado em filme em 1997 pelo cineasta Bruno Barreto, concorrendo ao Oscar de melhor filme estrangeiro daquele ano.